# Jana Novotná
Jana Novotná (født 2. oktober 1968 i Brno i daværende Tjekkoslovakiet, død 19. november 2017) var en professionel tennisspiller.

## Tenniskarriere
Novotná vandt 24 single- og 76 doubleturneringer i løbet af sin tenniskarriere og som bedst var hun nummer 2 (1997) på WTA's rangliste i single og nummer 1 (1990) på doubleranglisten. Hun vandt 17 Grand Slam-titler, én i single, 12 damedouble og 4 i mixed double. 
Hun spillede sin første Grand Slam-finale i single i 1991, da hun mødte Monica Seles i Australian Open og tabte. I 1993 spillede hun sin anden Grand Slam-finale, i Wimbledon. Hun havde på vejen til finalen besejret både Gabriela Sabatini og Martina Navratilova. I finalen mødte hun Steffi Graf og efter 1-1 i sæt førte Novotná med 4-1 i det sidste og afgørende sæt og var på vej mod sin første Grand Slam-titel. Men Graf vendte kampen og vandt sidste sæt med 6-4. En grådkvalt Novotná blev trøstet af Hertuginden af Kent.
Hun tabte også Wimbledon-finalen i 1997, denne gang til Martina Hingis. Året efter, i Wimbledon, mødte hun Martina Hingins i semifinalen og fik sin revanche, hvorpå hun  i finalen besejrede franske Nathalie Tauziat og tog sin første og eneste Grand Slam-titel i single. Novotná blev med sine 29 år og 9 måneder den ældste spiller, som har vundet singletitlen i Wimbledon i "Open Era" (efter 1968).
Novotná vandt i alt 24 singletitler og 76 doubletitler.
Hun deltog også i Federation Cup 1987–1993 og 1995–1998. Hun spillede 45 kampe, hvoraf hun vandt 33, og i 1988 var hun med til at vinde cuppen med det tjekkoslovakiske hold.
Jana Novotna blev i 2005 optaget i International Tennis Hall of Fame.

### OL-deltagelser
Novotná deltog for Tjekkoslovakiet i tre olympiske lege, første gang ved OL 1988 i Seoul (første gang i nyere tid, at tennis var på det officielle OL-program). I single tabte hun i anden runde, og i damedouble, hvor hun spillede sammen med Helena Suková, nåede hun finalen efter blandt andet af have besejret vesttyskerne Steffi Graf og Claudia Kohde-Kilsch i semifinalen. I kampen om guldet var det amerikanerne Pam Shriver og Zina Garrison, der vandt i tre lange sæt, og dermed fik Novotná og Suková sølv.
I 1992 i Barcelona tabte Novotná i første runde i single, mens hun i damedouble sammen med Andrea Strnadová nåede kvartfinalen. OL 1996 i Atlanta, hvor hun nu stillede op for Tjekkiet, blev hendes bedste. I single var hun sjetteseedet, og i kvartfinalen besejrede hun den topseedede amerikaner, Monica Seles, i tre tætte sæt, inden hun i semifinalen tabte til spanske Arantxa Sánchez Vicario, som senere tabte finalen til en anden amerikaner, Lindsay Davenport, mens Novotná i bronzekampen vandt over en tredje amerikaner, Mary Joe Fernandez, og dermed fik bronze. I damedouble spillede hun igen sammen med Suková, og parret nåede som i 1988 finalen efter blandt andet at have elimineret spanierne Sanchez-Vicario og Conchita Martinez i semifinalen, og i finalen blev det til nederlag til amerikanerne Gigi Fernandez og Mary Joe Fernandez i to tætte sæt. Dermed blev det til endnu en OL-sølvmedalje, mens amerikanerne fik guld og spanierne vandt bronzekampen.

## Videre karriere og liv
Hun slog sig ned i Florida og arbejdede en periode som tenniskommentator på tv. Senere flyttede hun tilbage til Tjekkiet og boede lidt uden for Brno sammen med sin partner, polske Iwona Kuczyńska, men hun døde som 49-årig efter langvarig kræftsygdom.

## OL-medaljer
- OL 1988  Sydkorea Seoul - sølv i tennis (damedouble, sammen med Helena Suková).
- OL 1996  USA Atlanta - sølv i tennis (damedouble, sammen med Helena Suková).
- OL 1996  USA Atlanta - bronze i tennis (damesingle).

## Grand Slam-titler
- Australien Australian Open:
  - Mixed-double – 1988 (sammen med Jim Pugh)
  - Mixed-double – 1989 (sammen med Jim Pugh)
  - Double kvinder – 1990 (sammen med Helena Suková)
  - Double kvinder – 1995 (sammen med Arantxa Sánchez Vicario)
- Frankrig French Open:
  - Double kvinder – 1990 (sammen med Helena Suková)
  - Double kvinder – 1991 (sammen med Gigi Fernandez)
  - Double kvinder – 1998 (sammen med Martina Hingis)
- Storbritannien Wimbledon:
  - Double kvinder – 1989 (sammen med Helena Suková)
  - Mixed-double – 1989 (sammen med Jim Pugh)
  - Double kvinder – 1990 (sammen med Helena Suková)
  - Double kvinder – 1995 (sammen med Arantxa Sánchez Vicario)
  - Single kvinder – 1998 (hun besejrede Nathalie Tauziat med 6-4, 7-6 i finalen)
  - Double kvinder – 1998 (sammen med Martina Hingis)
- USA US Open:
  - Mixed-double – 1988 (sammen med Jim Pugh)
  - Double kvinder – 1994 (sammen med Arantxa Sánchez Vicario)
  - Double kvinder – 1997 (sammen med Lindsay Davenport)
  - Double kvinder – 1998 (sammen med Martina Hingis)